# Кайф
Кайф (от араб. كايف‎ — «удовольствие, наслаждение», часто через тур. keyif) — заимствованное из арабского языка слово, используемое в русском языке (и в других, прежде всего европейских языках, а также на иврите) для обозначения приятных эмоций и ощущений в целом. В буквальном смысле — эйфория.

## Эволюция слова
Русское слово «кайф» произошло от арабского слова «кэйф» араб. كايف‎ — «время приятного безделья». Согласно Корану, праведники, попадая в рай, постоянно находятся в состоянии кэйфа.
Впервые в русском языке слово «кайф» («кейф») официально зафиксировано в 1821 году. Именно в этом году О. И. Сенковский, рассказывая о своих путешествиях по Египту, объяснил, что такое «кейфир»:

Путешественники, бывшие на Востоке, знают, сколь многосложное значение имеет выражение кейф. Отогнав прочь все заботы и помышления, развалившись небрежно, пить кофе и курить табак называется делать кейф. В переводе это можно было бы назвать наслаждаться успокоением.

В 1848 году слово «кейф» в романе «Неточка Незванова» употребил Ф. М. Достоевский («…бульдог расположился среди комнаты и лениво наслаждался своим послеобеденным кейфом»). Его также использовали А. П. Чехов («Когда я кейфую на диване…»), Д. В. Григорович, Н. С. Лесков, Вс. В. Крестовский, И. А. Гончаров и другие.
После Октябрьской революции слово считалось относящимся к проявлению буржуазной идеологии и практически вышло из употребления. Снова оно вошло в речь после VI Всемирного фестиваля молодёжи и студентов в Москве в 1957 году, когда стало модным «вворачивать» в разговоре слова иностранного происхождения.
Обозреватель журнала «Вокруг света» А. Синельников в 1967 году в своей статье о Шахи Зинде писал:

На Востоке есть такое слово — кайф. Его произносят с придыханием, закатывая глаза, и вкладывают в него куда больше содержания, чем в понятие «отдых». Кайф — это Отдых в Оазисе. Это прохлада и тень. Это покой после бесконечного пути по раскалённым барханам под раскалённым небом. Кайф — это когда исчезает жёлтое одиночество песков и ты вдруг видишь, что небо голубое и тихое.
— А. Синельников. Ст. «Шахи-Зинда», журнал «Вокруг света» № 5 (май 1967), с. 33

## В других языках
Как и их российские современники, западноевропейские авторы XIX — начала XX века, посещавшие Османскую империю в то время, нередко употребляли это слово (например, англ. keif, реже kef, от тур. keyif, фр. kiff), описывая любовь турок к «приятному безделью».
К примеру, описывая турецкие бани в городе Бурса, Йозеф фон Хаммер-Пургшталь обращает внимание на веранду с диванами,

…возлегая на которых, посетители бани курят, пьют кофе и шербет и предаются этому состоянию приятного, беззаботного безделья, которое итальянцы называют dolce far niente, и которое турки обозначают одним выразительным словом, «кайф»
Оригинальный текст (англ.)
…, on which the bathers recline, smoke, drink coffee and sherbet, and resign themselves to that state of agreeable inaction, free from care, which the Italians term dolce far niente, and which the Turks designate by the single expressive word Keif

Западные авторы часто противопоставляли «кэйф» турок трудовой деятельности или активному отдыху «прогрессивных» европейцев.
Из турецкого языка слово «кайф» пришло и в языки ряда других народов бывшей Османской империи. В болгарском языке оно существует в форме «кеф» (в близкородственном македонском, «ќеф»), и нередко встречается уже в народных сказках, записанных в XIX веке. К примеру:

Взялся за работу крот да и распахал одно место, ему только в кайф было его распахать.
Оригинальный текст (макед.)
Се запрегнал кртот и изорал едно место, саде за ќеф беше го изорал.

В албанский язык это же слово заимствовано в форме алб. qejf.